# 苔蘚蛙
苔蘚蛙（學名：Theloderma corticale）又名北部湾棱皮树蛙，為樹蛙科的青蛙，發現於越南北部及中国广西。
依据形态学数据，Hou等人将广西棱皮树蛙Theloderma kwangsiense 列为本种的同物异名。

## 描述

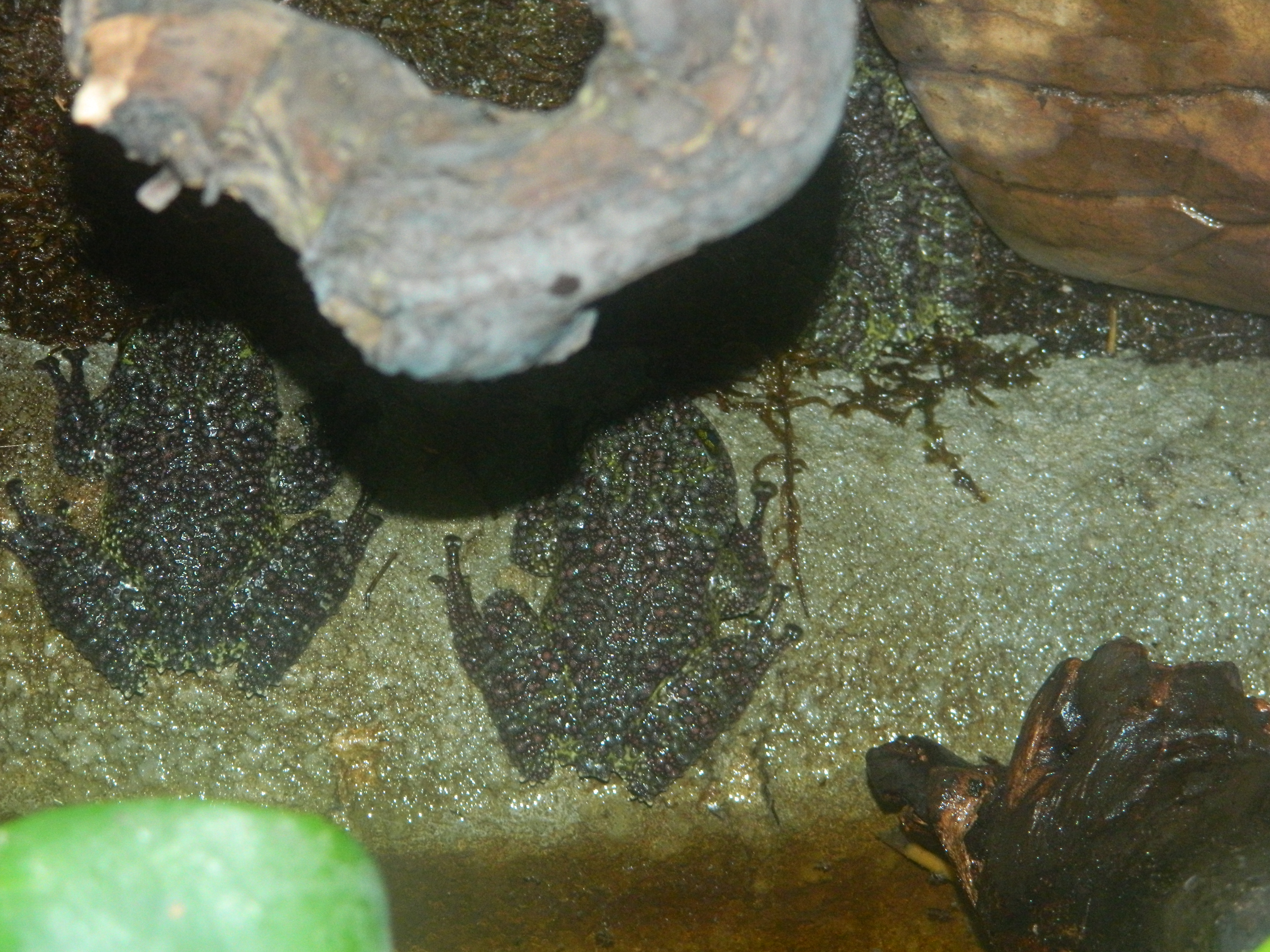
三隻苔蘚蛙潛伏在岩石表面

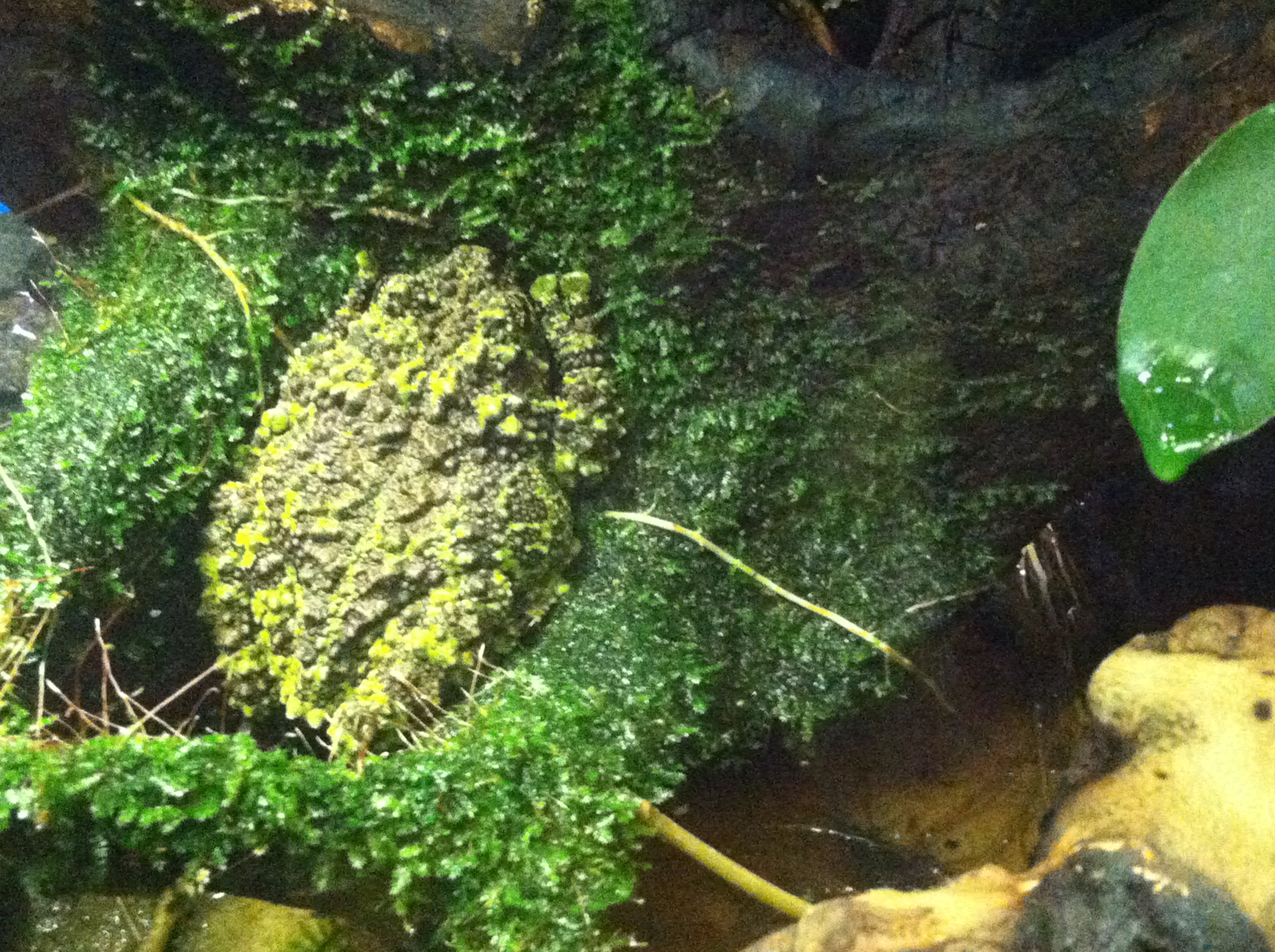
苔蘚蛙展現其偽裝的能力

苔蘚蛙的名稱來自於其夾雜綠色與棕色類似於岩石上苔蘚的皮膚，可作為保護色。牠們的足上有吸盤，腹部柔軟；雌蛙體型較雄蛙大，體長可達 8—9 cm（3.1—3.5英寸）。苔蘚蛙在遭遇掠食者時會蜷成球狀並裝死。

## 棲息與分布地區
苔蘚蛙主要棲息在常綠的雨林當中。牠們為半水生物種，可以在洞穴中或陡峭的岩崖上發現，並會在岩洞或樹洞中進行繁殖。
苔蘚蛙生存主要遭受的威脅是棲息地的喪失，此外牠們也會被捕捉來當作寵物進行買賣。和許多兩棲類一樣，苔蘚蛙容易遭受蛙壺菌感染。

## 食性
苔蘚蛙為食蟲動物。

## 保护
本种于2023年被收录入《有重要生态、科学、社会价值的陆生野生动物名录》。

## 外部連結
- 维基共享资源上的相關多媒體資源：Theloderma corticale
- 維基物種上的相關：Theloderma corticale